# Església parroquial de la Nativitat (Alcalalí)
L'església de la Nativitat a Alcalalí és un temple de traça neoclàssica construït al segle xviii. Es troba a la plaça de l'ajuntament i la seua façana va ser rehabilitada l'any 1988.
L'església compta amb una planta de creu llatina i amb dos trams de capelles laterals entre els contraforts. El cor se situa en el imafront.

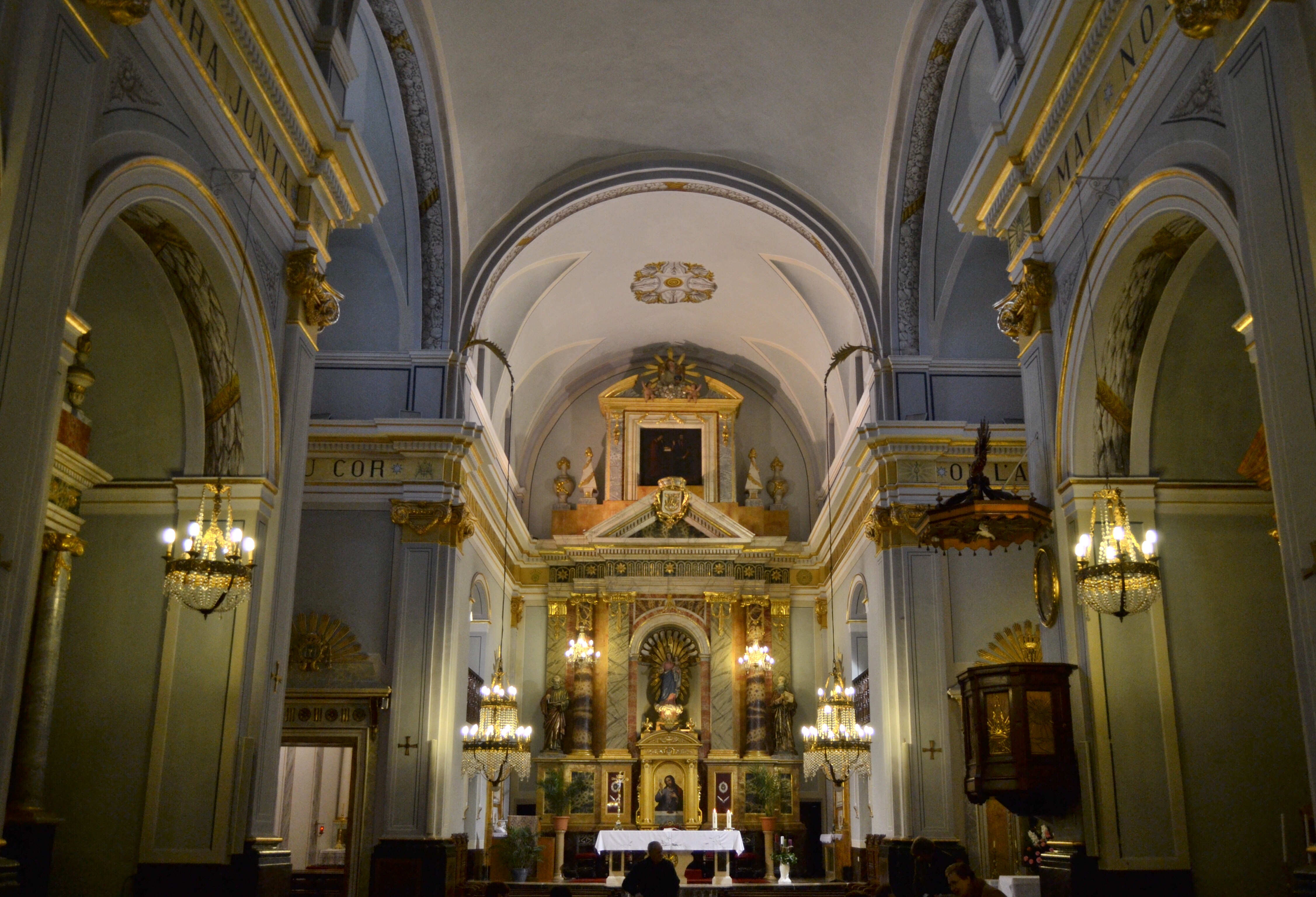
Interior de l'església.

L'ornamentació interior està realitzada amb motius neoclàssics pintats en ors i blaus.
En l'exterior, la façana es remata amb una cornisa avitolada, acabant-se amb arrebossat simulant carreus.
La torre de planta quadrada i amb tres cossos, se situa en un lateral del temple.